# Hedwig Sophia van Zweden
Hedwig Sophia Augusta van Zweden (Zweeds: Hedvig Sofia Augusta av Sverige, Stockholm, 26 juni 1681 – aldaar, 12 december 1708) was een Zweeds prinses, hertogin en later regentes van het hertogdom Gottorp. Zij was de oudste dochter van koning Karel XI van Zweden en Ulrika Eleonora van Denemarken. Ze trouwde in 1698 met haar neef Frederik IV van Holstein-Gottorp.
Op 18 oktober 1702 werd Hedwig Sophia weduwe en regentes voor haar minderjarige zoon, de hertog van het hertogdom Gottorp. Ze bracht echter de meeste tijd door in Zweden en bezocht zelden het huis van haar echtgenoot. Ze droeg veel taken over aan Christiaan August van Sleeswijk-Holstein-Gottorp, de oom van haar overleden echtgenoot, maar belangrijke zaken moesten altijd door haar worden bevestigd. Als regentes zorgde ze ervoor dat het oude beleid van het hertogdom Gottorp werd doorgezet, met name het bondgenootschap met Zweden als bescherming tegen Denemarken. Dit leidde tot een gespannen verhouding binnen het bestuur van het hertogdom, dat een ander bondgenootschap overwoog.
Ze is misschien wel het meest bekend vanwege de uitgebreide briefwisseling tussen haar en haar broer koning Karel XII, die een groot deel van zijn leven in het buitenland doorbracht.  
Ze was de grootmoeder aan de vaderskant van tsaar Peter III van Rusland. 
| Hedwig Sophia van Zweden             | Hedwig Sophia van Zweden                                                                    | Hedwig Sophia van Zweden                                                                    | Hedwig Sophia van Zweden                                                                         | Hedwig Sophia van Zweden                                                                         | Hedwig Sophia van Zweden                                                                   | Hedwig Sophia van Zweden                                                                   | Hedwig Sophia van Zweden                                                                         | Hedwig Sophia van Zweden                                                                         |
| ------------------------------------ | ------------------------------------------------------------------------------------------- | ------------------------------------------------------------------------------------------- | ------------------------------------------------------------------------------------------------ | ------------------------------------------------------------------------------------------------ | ------------------------------------------------------------------------------------------ | ------------------------------------------------------------------------------------------ | ------------------------------------------------------------------------------------------------ | ------------------------------------------------------------------------------------------------ |
| Overgrootouders                      | Johan Casimir van Palts-Kleeburg (1589–1652) ∞ Catharina Wasa(1584-1638)                    | Johan Casimir van Palts-Kleeburg (1589–1652) ∞ Catharina Wasa(1584-1638)                    | Frederik III van Sleeswijk-Holstein-Gottorp (1597–1659) ∞ Maria Elisabeth van Saksen (1610-1684) | Frederik III van Sleeswijk-Holstein-Gottorp (1597–1659) ∞ Maria Elisabeth van Saksen (1610-1684) | Christiaan IV van Denemarken (1577-1648) ∞ Anna Catharina van Brandenburg (1575-1612)      | Christiaan IV van Denemarken (1577-1648) ∞ Anna Catharina van Brandenburg (1575-1612)      | George van Brunswijk-Calenberg (1582-1641) ∞ 1625 Anna Eleonora van Hessen-Darmstadt (1601-1659) | George van Brunswijk-Calenberg (1582-1641) ∞ 1625 Anna Eleonora van Hessen-Darmstadt (1601-1659) |
| Grootouders                          | Karel X van Zweden (1622–1660) ∞ Hedwig Eleonora van Sleeswijk-Holstein-Gottorp (1636-1715) | Karel X van Zweden (1622–1660) ∞ Hedwig Eleonora van Sleeswijk-Holstein-Gottorp (1636-1715) | Karel X van Zweden (1622–1660) ∞ Hedwig Eleonora van Sleeswijk-Holstein-Gottorp (1636-1715)      | Karel X van Zweden (1622–1660) ∞ Hedwig Eleonora van Sleeswijk-Holstein-Gottorp (1636-1715)      | Frederik III van Denemarken (1609–1670) ∞ Sophia Amalia van Brunswijk-Lüneburg (1628–1685) | Frederik III van Denemarken (1609–1670) ∞ Sophia Amalia van Brunswijk-Lüneburg (1628–1685) | Frederik III van Denemarken (1609–1670) ∞ Sophia Amalia van Brunswijk-Lüneburg (1628–1685)       | Frederik III van Denemarken (1609–1670) ∞ Sophia Amalia van Brunswijk-Lüneburg (1628–1685)       |
| Ouders                               | Karel XI van Zweden (1655–1697) ∞ Ulrika Eleonora van Denemarken (1656–1693)                | Karel XI van Zweden (1655–1697) ∞ Ulrika Eleonora van Denemarken (1656–1693)                | Karel XI van Zweden (1655–1697) ∞ Ulrika Eleonora van Denemarken (1656–1693)                     | Karel XI van Zweden (1655–1697) ∞ Ulrika Eleonora van Denemarken (1656–1693)                     | Karel XI van Zweden (1655–1697) ∞ Ulrika Eleonora van Denemarken (1656–1693)               | Karel XI van Zweden (1655–1697) ∞ Ulrika Eleonora van Denemarken (1656–1693)               | Karel XI van Zweden (1655–1697) ∞ Ulrika Eleonora van Denemarken (1656–1693)                     | Karel XI van Zweden (1655–1697) ∞ Ulrika Eleonora van Denemarken (1656–1693)                     |
| Hedwig Sophia van Zweden (1681–1708) |                                                                                             |                                                                                             |                                                                                                  |                                                                                                  |                                                                                            |                                                                                            |                                                                                                  |                                                                                                  |